# Симониха (притока Ками)
Симони́ха (рос. Симониха) — річка в Сарапульському районі Удмуртії, Росія, ліва притока Ками.
Річка починається на східній околиці села Ужуїха Сарапульського району. Протікає на південний захід, та майже за 1 км до Ками повертає на південь і тече паралельно їй до Симонихи, мікрорайону Сарапула. Окрім нижньої течії протікає через тайгу, майже на всьому протязі заболочена.
В гирлі річки розташований мікрорайон Сарапула Симониха, який в минулому був робітничим селищем.